# Janet Chapman
Janet Chapman est une actrice américaine née le 18 avril 1932 à Cincinnati, Ohio (États-Unis).

## Filmographie
- 1938 : Little Miss Thoroughbred : Janet Smith
- 1938 : Troubles au Canada (Heart of the North) : Judy Montgomery
- 1938 : Broadway Musketeers : Judy Dowling
- 1939 : On Trial, de Terry O. Morse : Doris Strickland
- 1940 : Slightly Tempted : Little Girl
- 1940 : Nobody's Children : Peggy
- 1941 : Those Good Old Days : Gloria La Rue
- 1942 : Dr. Kildare's Victory (en) : Helen, First Child Patient
- 1942 : Vainqueur du destin (The Pride of the Yankees) : Tessie
- 1942 : Bambi : Additional Voices (voix)
- 1943 : Lily Mars vedette (Presenting Lily Mars) : Rosie Mars
- 1943 : Dr. Gillespie's Criminal Case : Mary
- 1944 : The Great Moment : Morton's Daughter
- 1946 : My Dog Shep : Lorna Herrick